# Morgan Carpenter
Morgan Carpenter es un bioético, activista intersexual e investigador. En 2013 creó la bandera intersex, y se convirtió en presidente de Intersex Human Rights Australia (anteriormente conocido como OII Australia). En la actualidad es director ejecutivo. Tras la promulgación de protecciones legislativas para personas con variaciones en sus características sexuales en territorio australiano, Carpenter pasó a formar parte de la Junta de Evaluación de Tratamiento Médico Restringido sobre Variaciones en las Características Sexuales del gobierno australiano.

## Contexto
Carpenter tiene un doctorado en bioética de la Universidad de Sídney y también posee títulos de la Universidad Tecnológica de Sídney, la Universidad de Dublín y la Universidad de Coventry. Su intersexualidad fue diagnosticada en edad adulta, teniendo ya antecedentes quirúrgicos.

## Activismo
Morgan Carpenter ayudó a fundar Intersex Human Rights Australia y se convirtió en presidente de la organización en septiembre de 2013. Carpenter redactó las propuestas ante las consultas del Senado de Australia compareciendo ante una audiencia sobre legislación contra la discriminación durante las jornadas que llevaron a la creación de un "estado intersexual" en la ley contra la discriminación del 1 de agosto de 2013, y la investigación de un comité del Senado sobre la esterilización involuntaria o forzada de personas discapacitadas y personas intersexuales.
Carpenter contribuyó a la reforma de las clasificaciones médicas internacionales y las prácticas médicas en Australia sobre personas intersex. Fue nombrado revisor de un sitio web de DSD Genetics financiado por el National Health and Medical Research Council de Australia, y también es autor de críticas ante la selección eugenésica contra los rasgos intersexuales, y las prioridades de investigación clínica. se muestra en contra de la estigmatización y se ha pronunciado sobre cuestiones que afectan a las mujeres que participan en competiciones deportivas y que supuestamente cuentan con rasgos intersexuales.
Carpenter participó en la primera reunión de expertos de las Naciones Unidas para poner fin a las violaciones de derechos humanos contra las personas intersexuales en 2015. Ese mismo año, fundó un proyecto para conmemorar el Día de la Conciencia para la Comunidad Intersex. Carpenter también fue miembro del comité de redacción y signatario de los Principios de Yogyakarta de 2017 sobre la aplicación de las leyes internacionales de derechos humanos en relación a la orientación sexual, la identidad de género, la expresión de género y las características sexuales.
Los escritos de Carpenter han sido publicados por The Guardian, SBS, Australian Broadcasting Corporation, y otros medios.

Bandera intersex

### Bandera intersex
Carpenter creó una bandera intersex en julio de 2013 con el objetivo de crear una bandera "que no derivara de otra, pero que tuviera un significado firme". Al describir la bandera para Intersex Human Rights Australia, Carpenter también afirmó:

El círculo está cerrado y no tiene adornos, simbolizando la totalidad y la plenitud, así como nuestro potencial. Todavía estamos luchando por la autonomía corporal y la integridad genital, y esto simboliza el derecho a ser quienes y como queramos ser.
Morgan Carpenter

## Trabajo académico
Con el reconocimiento de las identidades de género no binarias en las regulaciones australianas y los certificados de nacimiento alemanes, Carpenter expresó su preocupación de que tales desarrollos "no fueran una solución" a las necesidades de las personas intersexuales. En 2018, escribió que:

En la práctica, los cuerpos intersexuales siguen siendo "normalizados" o eliminados por la medicina, mientras que la sociedad y la ley consideran las identidades intersexuales como "las otras". Es decir, la medicina reconstruye los cuerpos intersexuales como femeninos o masculinos, mientras que la ley y la sociedad no consideran a las identidades intersexuales como ni femeninas ni masculinas.

Carpenter sostiene que las afirmaciones de que la medicalización "salva a las personas intersexuales" de ser etiquetadas como "otredades", y que legalmente, que las personas intersexuales sean consideradas "otredades" para salvarlas son son afirmaciones contradictorias y vacías". 
En un artículo sobre los Principios de Yogyakarta y las relaciones entre las poblaciones intersexuales y LGBT, Carpenter enfatiza las insuficiencias y las consecuencias "peligrosas" de enmarcar la intersexualidad como una cuestión de orientación sexual o identidad de género, invitando a la promulgación legislativa de protecciones por motivos de características sexuales.